# Metasynaptops
Metasynaptops es un género de escarabajos de la familia Attelabidae. El género fue descrito científicamente primero por Legalov en 2003. Esta es una lista de especies perteneciente a este género:
- Metasynaptops arfakensis  (Riedel, 2006)
- Metasynaptops birus  (Riedel, 2006)
- Metasynaptops clavigerus  (Pascoe, 1874)
- Metasynaptops coelestinus  (Pascoe, 1874)
- Metasynaptops coeruleus  (Riedel, 2006)
- Metasynaptops contactus  (Lea 1929)
- Metasynaptops coxalis  (Lea 1929)
- Metasynaptops dintelmanni  (Riedel, 2006)
- Metasynaptops effulgens  (Lea 1909)
- Metasynaptops episternalis  (Lea 1929)
- Metasynaptops flavomaculatus  (Lea 1909)
- Metasynaptops illegalovi  (Riedel, 2006)
- Metasynaptops impunvticollis  (Lea 1909)
- Metasynaptops judithae  (Riedel, 2006)
- Metasynaptops lateralis  (Lea, 1909)
- Metasynaptops maculatus  (Voss 1924)
- Metasynaptops micans  (Lea 1929)
- Metasynaptops oops  (Riedel, 2006)
- Metasynaptops piceus  (Riedel, 2006)
- Metasynaptops ratcliffei  (Riedel, 2006)
- Metasynaptops ruficornis  (Voss, 1956)
- Metasynaptops swartensis  (Riedel, 2006)
- Metasynaptops tenuiflagellaris  (Riedel, 2006)
- Metasynaptops torricelliensis  (Riedel, 2006)
- Metasynaptops trigemmatus  (Pascoe 1874)
- Metasynaptops violaceus  (Pascoe, 1874)